# Планковская чёрная дыра
Пла́нковская чёрная дыра́ — гипотетическая чёрная дыра с минимально возможной массой, которая равна планковской массе.

## Предполагаемые свойства
Масса — порядка 10−5 г (планковская масса), радиус — 10−35 м (планковская длина). Комптоновская длина волны планковской чёрной дыры по порядку величины равна её гравитационному радиусу.
Плотность вещества такой чёрной дыры составляет около 1094 кг/м³ и, возможно, является максимальной достижимой плотностью массы. Физика на таких масштабах должна описываться пока не разработанными теориями квантовой гравитации.
Такой объект тождественен гипотетической элементарной частице с (предположительно) максимально возможной массой — максимону.
Таким образом, все «элементарные объекты» можно разделить на элементарные частицы (их длина волны больше их гравитационного радиуса) и чёрные дыры (длина волны меньше гравитационного радиуса). Планковская чёрная дыра является пограничным объектом, она тождественна максимону, название которого указывает на то, что это самая тяжёлая из возможных элементарных частиц. Другой иногда употребляемый для её обозначения термин — планкеон.
Возможно, что планковская чёрная дыра является конечным продуктом эволюции обычных чёрных дыр, стабильна и больше не подвержена излучению Хокинга.
Планковские чёрные дыры характеризует крайне малое сечение взаимодействия — порядка {\displaystyle 10^{-66}} см2. Малость сечения взаимодействия нейтральных максимонов с веществом приводит к тому, что значительная (или даже основная) часть материи во Вселенной в настоящее время могла бы состоять из максимонов, не приводя к противоречию с наблюдениями. В частности, максимоны могли бы играть роль невидимого вещества (темной материи), существование которого признается в настоящее время в космологии.